# NGC 4113
NGC 4113 (również NGC 4122 lub PGC 38451) – galaktyka spiralna z poprzeczką (SBab), znajdująca się w gwiazdozbiorze Warkocza Bereniki.
Odkrył ją John Herschel 29 kwietnia 1827 roku. Ponownie obserwował ją 3 kwietnia 1831 roku, lecz skatalogował ją po raz drugi jako nowo odkryty obiekt, co było spowodowane błędnym określeniem pozycji obiektu w tej obserwacji – o jeden stopień za daleko na północ i minutę za daleko na zachód. John Dreyer skatalogował obie obserwacje Herschela jako, odpowiednio, NGC 4122 i NGC 4113.